# Castillo de Dubuc
El castillo de Dubuc (en francés, Château Dubuc) fue una antigua mansión colonial en Tartane, pueblo de la comuna de La Trinité en Martinica. La casa señorial —ahora en ruinas— se construyó a principios del siglo XVIII, en los alrededores de una explotación de azúcar de mano de obra esclava.

## Historia
Louis du Buc mandó a levantar la residencia y la refinería de azúcar en La Caravelle en 1725. En 1727, la vivienda resultó dañada durante un terremoto y un ciclón tropical de diciembre del mismo año, mientras que Fort-de-France quedó en gran parte destruida. Se produjo un mayor deterioro en 1765 y 1766. Alrededor de 1769, la propiedad contaba con cien hectáreas de terrenos y llegó a acoger hasta 250 esclavos —en 1772 se declararon 373—. En 1786, la familia quedó arruinada, el lugar fue abandonado y la refinería de azúcar cerró en 1793.
La familia Du Buc gestionó la propiedad hasta el 4 de febrero de 1794, fecha de su saqueo por los ingleses. Varias pintadas dibujadas en los muros de piedra retratan los distintos barcos ingleses atacando la península de Caravelle. En la actualidad, es objeto de restauraciones y desde 1992 es desginado como monumento histórico de Francia.

## Descripción
El sobrenombre de «castillo» proviene del alzado de la construcción, de la que solo restan algunas piedras que delimitan los muros de una gran mansión. Se trataba de una vivienda sencilla, similar a muchas otras productoras de azúcar del siglo XVIII. La casa formaba una planta grande, con el estilo clásico de la colonia francesa de la época y una escalera integrada en el edificio principal. La finca se ubica frente a una bahía y una pendiente, sobre un complejo de molinos, habitaciones de esclavos, almacenes, refinerías y jardines. Su ubicación aislada hizo que el lugar fuera propicio para el contrabando.